# Herzogin Elisabeth (Schiff, 1902)
Die Herzogin Elisabeth war eine Regierungsyacht des Kaiserlichen Gouvernements Kamerun. Benannt war sie nach der Großherzogin Elisabeth von Oldenburg. Als Dienstfahrzeug des Auswärtigen Amts bzw. Reichskolonialamts (ab 1907) führte sie die Reichskolonialflagge.  

## Geschichte

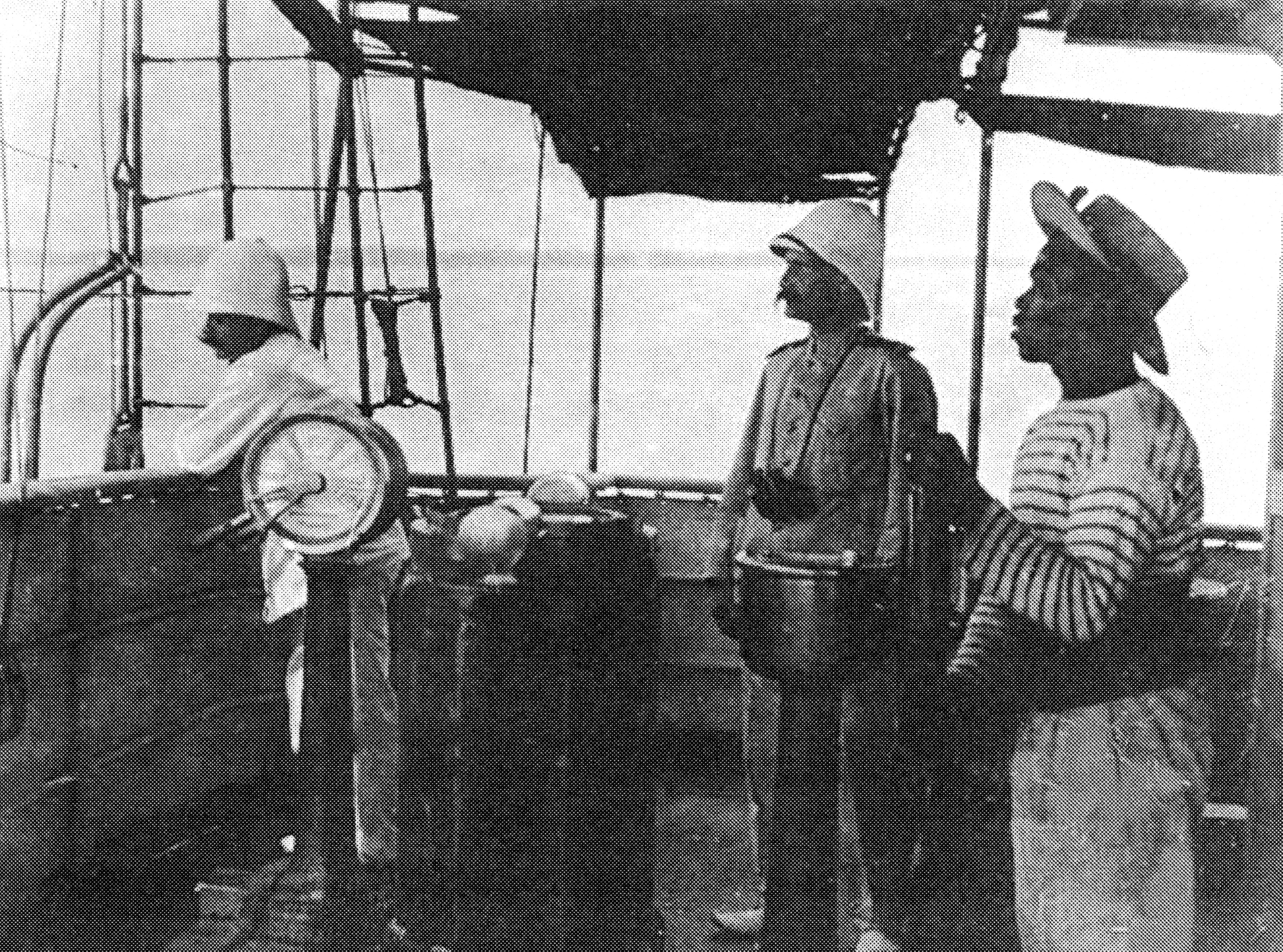
Der ehemalige deutsche Regierungsdampfer Herzogin Elisabeth als französisches Hilfspatrouillenboot Margared Elisabeth vor Kamerun, 1916

Von ihrer Indienststellung 1902 bis 1914 diente die Herzogin Elisabeth als Dienstfahrzeug des Kaiserlichen Gouvernements der deutschen Kolonie Kamerun. Um das Schiff nach Ausbruch des Ersten Weltkriegs nicht in die Hände der Alliierten fallen zu lassen, wurde sie am 27. September 1914 in der Mündung des Wuri versenkt. Inwieweit sie bis zu diesem Zeitpunkt in die Verteidigung der Kolonie einbezogen wurde, ist bislang nicht bekannt. Das Schiff war nie der Schutztruppe unterstellt, sondern verblieb auch nach Kriegsbeginn in der unmittelbaren Verfügungsgewalt des Gouvernements.
Zu unbekanntem Zeitpunkt, aber noch während des Weltkriegs, wurde die Yacht nach Angaben von Erich Gröner von britischer Seite gehoben und als Margareth Elisabeth in Dienst gestellt. Ob sie in dieser Zeit der Royal Navy angehörte oder regionalen britischen Kolonialbehörden unterstand, ist unbekannt. Von 1916 bis 1919 diente sie offenbar in der französischen Marine als Hilfs-Patrouillenboot unter dem Namen Margareth Elizabeth (andere Schreibweise Margared Elisabeth). Einzelheiten über die weitere Verwendung und ihren Verbleib sind nicht bekannt.